# Niederhofen (Weißenburg)
Niederhofen ist ein Gemeindeteil der Großen Kreisstadt Weißenburg in Bayern im Landkreis Weißenburg-Gunzenhausen (Mittelfranken, Bayern). Niederhofen liegt in der Gemarkung Oberhochstatt.

## Lage
Das Dorf Niederhofen liegt am Bösbach, rund einen Kilometer von Oberhochstatt entfernt und östlich von Weißenburg in Bayern, direkt am Nordrand der Weißenburger Alb.

## Geschichte
Zusammen mit Kehl war es bis zum 1. Mai 1978 ein Gemeindeteil der Gemeinde Oberhochstatt und wurde im Zuge der  Gemeindegebietsreform nach Weißenburg umgegliedert.
Der Ort wurde vermutlich um das 8. Jahrhundert von Oberhochstatt aus gegründet. 1250 wurde er als „Niderhowen“ erstmals urkundlich erwähnt und gehörte schon damals dem  Kloster Wülzburg. In der Ortsmitte steht das denkmalgeschützte, aber verfallene Gebäude der Brauerei Wank, das im Sommer 2012 größtenteils abgerissen wurde. 
Bei Niederhofen befindet sich seit 1986 das Naturschutzgebiet Quellhorizonte und Magerrasen am Albtrauf bei Niederhofen. Es ist mit 45 Hektar das zweitgrößte Naturschutzgebiet im Landkreis Weißenburg-Gunzenhausen. In den Magerrasen des Naturschutzgebiets gibt es Trollblumen und mehrere seltene Schmetterlingsarten.
Durch den Ort führt der Deutsche Limes-Radweg. Er folgt dem Obergermanisch-Raetischen Limes über 818 km von Bad Hönningen am Rhein nach Regensburg an der Donau.